# Alkotmányvédelmi Hivatal
L'Alkotmányvédelmi Hivatal (Office de Protection de la Constitution, AH),  (jusqu'à fin mai 2010 : Nemzetbiztonsági Hivatal — Office de sécurité nationale, NBH) est un service de renseignement intérieur de la Hongrie. Après la chute du communisme en 1989, les services de renseignement du pays ont été entièrement réorganisés. L'AH veille à préserver la souveraineté nationale. Il surveille les groupes extrémistes, lutte contre le terrorisme international, la délinquance financière et le crime organisé. Il s’occupe aussi de contrespionnage.